# Эдуар, Ромен
Ромен Эдуар (фр. Romain Édouard; род. 28 ноября 1990, Пуатье) — французский шахматист, гроссмейстер (2009).
Наивысший рейтинг Эло — 2702 (в июне 2014).
Играл за сборную Франции на Шахматных олимпиадах 2010, 2012 и 2014 годов, а также на командных чемпионатах Европы по шахматам 2009, 2013 и 2015 годов. На командном чемпионате Европы 2013 года Франция выиграла серебряную медаль, а Эдуар был лучшим на третьей доске.
В 2012 году поделил титул чемпиона Франции с Максимом Вашье-Лагравом, Кристианом Бауэром и Этьенном Бакро. Участник Кубка мира 2015 года, где уступил в первом раунде израильтянину Илье Смирину.
Семикратный чемпион Шахматной лиги четырёх наций (2012/13, 2013/14, 2014/15, 2015/16, 2016/17, 2017/18, 2018/19) в составе «Гилфорда».

## Изменения рейтинга
| Графики недоступны из-за технических проблем. См. информацию на Фабрикаторе и на mediawiki.org. |